# Manuchar Kvirkvelia
Manuchar Kvirkvelia (n. 12 octombrie 1978, Ozurgeti⁠(d), Guria⁠(d), Georgia) este un luptător ce a reprezentat Georgia, medaliat olimpic. A participat la 2 ediții ale Jocurilor Olimpice (2004, 2008) în care a câștigat o medalie de aur.